# Любен-Каравелово
Лю́бен-Караве́лово (болг. Любен Каравелово) — село у Варненській області Болгарії. Входить до складу общини Аксаково.

## Населення
За даними перепису населення 2011 року у селі проживали 1539 осіб.
Національний склад населення села:
| Національність   | Кількість осіб | Відсоток |
| ---------------- | -------------- | -------- |
| цигани           | 1065           | 69,5%    |
| болгари          | 214            | 14,0%    |
| турки            | 13             | 0,8%     |
| інша             | 169            | 11,0%    |
| не визначились   | 72             | 4,7%     |
| Всього відповіли | 1533           |          |

Розподіл населення за віком у 2011 році:
Динаміка населення:

## Відомі особистості
В поселенні народився:
- Калуді Калудов (1915—1998) — болгарський оперний співак.